# 通化三源浦機場
通化三源浦機場是中國吉林省一座的軍民兩用機場，位於通化市西北38.5公里、柳河縣三源浦朝鮮族鎮的西南方向，與通化市區公路距離50.9公里。
機場飛行區等級4C，跑道長2300*45米、停機坪四個，航站樓面積3034平方米。設計年輸送量19.4萬人次，可起降B737-800、A320-231等機型。
機場於2009年10月23日奠基，2013年12月4日試飛成功。2014年6月18日正式通航。

## 航点
2025年度夏秋航班计划（3月30日至10月25日），机场运营航线4条，通航城市7个。
| 航空公司           | 目的地                            |
| ------------------ | --------------------------------- |
| 中国国际航空（CA） | 北京/首都、天津、广州（经停天津） |
| 中国东方航空（MU） | 大连、上海/浦东（经停大连）       |
| 長龍航空（GJ）     | 烟台、杭州（经停烟台）            |